# تصنيف كتر التوسعي
تصنيف كتر التوسعي يُنسب للمكتبي الأمريكي تشارلز كتر (1837- 1903) وهو صاحب نظام كتر الشهير الذي أعى فيه رموزاً لأسماء المؤلفين، فإلى جانب نظامه ذاك، أخرج كتر في عام 1891 تصنيفاً للكتب و محاولاً بذلك أن يجيب على ما وجه لديوي من نقد، واسمى تصنيفه هذا التصنيف المرن أو التوسعي أي الذي يسع كل ما يمكن أن يضاف إليه من جديد، ولعل صاحبنا كان يشعر أن تصنيفه ليس مرنا إلى الحد الذي يتصف به تصنيف ديوي، كانت هذه الفكرة تلح على عقله الباطن حتى أنه أسمى تقسيمه كذلك.

## المفاهيم الأساسية
كان التصنيف العشري بداية لا بد لها من تكملة، فقد انكب عليه المكتبيون يتدارسونه ووجد بعضهم – لسبب أو لأخر – ووفقاً لوجه نظر كل منهم عيوباً في الخطة فانتقده الكثيرون وحاول بعضهم وفقاً لوجهة النقد التي أرتاها أن يؤسس نظماً جديدة فوجدنا كتر – وهو رفيق ديوي في الكفاح المكتبي – يضع التصنيف الواسع لكي يتلافى به العيوب العلمية في ديوي . اعتمد كتر في وضع نظامه على الخبرة التي أكتسبها في تنظيم (170) ألف مجلد في مكتبة متحف مدينة بوسطن خلال المدة التي عمل فيها أميناً لهذه المكتبة عام من 1868- 1893 , واعتمد كتر في وضع نظامه على الاعتقاد الي أمن به وهو حاجة المكتبات إلى نظام للتصنيف يتناسب مع عدد الكتب التي تحويها المكتبة على مر الزمن , وعلى هذا الأساس فإن نظامه يتكون من (7) توسعات أو بالأحرى من (7) أنظمة تصنيف . فالمكتبة الصغيرة تستخدم النظام الأول . وكلما زاد عدد كتبها استخدمت الأنظمة الأخرى الواحد تلو الأخر حتى نصل في أستخدمها إلى النظام السابع الذي يناسب تصنيف الملايين من الكتب . ولهذا السبب دعى نظامه بالتصنيف التوسعي . صدرت الأنظمة الستة الأولى خلال الأعوام 1891- 1893 وأما النظام السابع فقد ظهر منه (18) قسماً خلال السنوات 1896- 1911 , ولكن كتر لم يكمل جداول هذا النظام عند وفاته عام 1903 ولم يكمل الأصل الخاص بالتكنولوجيا وكان هذا من أسباب الهامة في تعثر النظام وتجمده ومع ذلك فيمكن القول أن لهذا النظام تأثيراً مباشراً على نظام تصيف مكتبة الكونجرس .

## الجداول
يقسم كتر المعرفة في جداول سبعة منفصلة أولها جدول مختصر جداً وأخرها مفصل إلى أبعد حدود التفصيل . وكان كتر يقول أن المكتبة تمر في تطورها بمراحل سبعة من النمو وأن كل تقسيم من هذه التقسيمات السبعة يصلح للمكتبة إذن في ور من أطوارها الجديدة . وكان يظن أنه بلك قد أكتسب تقسيمه ميزة كبيرة ولكنه في الحقيقة قد زاد التقسيم تعقيداً ذلك لأن كل مكتبة تنمو م طور إلى طور من خلال الأطوار السبعة التي ذكرها , وعليها أن تغير كل ترقيماتها حتى تتمشى مع ترقيم المرحلة الجديدة ولا يخفى ما في ذلك من جهد . فإذا ماأتينا إلى ترقيم كتر وجدناه أصعب بكثير من ترقيم ديوي فلقد كان يدعي أن الترقيم مع استعمال الحروف الابجدية قد يصبح أقصر ولكن أجزاء التقسيم المختلفة حينما قسمت إلى ستة وعشرين فصلاً وهي عدد الحروف الأبجدية فقد الترقيم دلالته على العلاقة بين الفصل والقسم والباب وبالعكس . ولكن ذلك لا يمنعنا من أن نقرر أن كتر حينما قسم المعرفة إلى ستة وعشرون فصلاً لم يعد مقيداً بما تقيد به ديوي من حشر لفروع المعرفة كلها في عشرة أقسام واستطاع بذلك أن يصبح تقسيمه أكثر التقسيمات الحديثة إتباعاً للقواعد المنطقية للتقسيم. وهذه هي الأصول في تصنيف كتر:
| الموضوع                                 | الرمز |
| --------------------------------------- | ----- |
| المراجع والمعارف العامة                 | A     |
| الفلسفة والديانات                       | B-D   |
| التاريخ – الجغرافيا – التراجم – الرحلات | E-G   |
| العلوم الاجتماعية – العلوم السياسية     | H-K   |
| العلوم الطبيعية                         | L     |
| علوم التاريخ الطبيعي                    | M -P  |
| الفنون النافعة                          | Q-V   |
| الفنون الجميلة                          | W     |
| اللغات                                  | X     |
| الاداب                                  | Y     |
| علم مصادر الكتب وعلم المكتبات           | Z     |

كان موت كتر قبل استكمال التصنيف سبباً في عدم انتشاره رغم مميزاته الحسنة ، ومع ذلك يعتبر التصنيف التوسعي من أعظم الأعمال التي تمت في مجال التصنيف ، ورغم أن الاستفادة منه عملياً لم تتحقق بالشكل المطلوب بسبب موت صاحبه ، إلا أن أهميته العلمية والتاريخية باقية ، فكان له تأثير كبير على التصانيف الحديثة التي خرجت أو تطورت بعده ، حيث نجد أن مكتبة الكونغرس استفادة من الأسس والنظريات التي جاء بها ، حيث ظهر تصنيف مكتبة الكونغرس يحمل الكثير من الصفات الحسنة لتصنيف كتر ، وقد شارك كبار الكتاب والمصنفين في دراسته وكان اعجابهم به شديداً ـ فقال عنه [جيمس براون] أنه من أعظم التصانيف العالمية ، وقال [بليس] أن هذا هو التصنيف الذي حقق عملياً خدمات مكتبية عظيمة ، وهو بذلك نقطة انطلاق نحو المستقبل ، وحيث أن أمر هذا التصنيف قد انتهى بسبب عدم تطويره فإن أهميته تنحصر في الناحية التاريخية ، خاصة للدراسات المتعلقة بتطوير أنظمة التصنيف 

## المصدر
1. ↑  مدخل الى علم تصنيف المكتبات / برجس عزام ؛ مراجعة ماجد علاء الدين .- ط .-[د . م]: مطابع الصباح , 1986, ص 140 - 142.
2. ↑  التصنيف في المكتبات العربية : دراسة مقارنة لأنظمة التصنيف العالمية ومدى صلاحيتها لتصنيف العلوم العربية والإسلامية / ناصر محمد السويدان . – الرياض : دار المريخ ، 1982